# La Victoria, Papantla
La Victoria är en ort i Mexiko.   Den ligger i kommunen Papantla och delstaten Veracruz, i den sydöstra delen av landet, 220 km nordost om huvudstaden Mexico City. La Victoria ligger 39 meter över havet och antalet invånare är 999.
Terrängen runt La Victoria är platt norrut, men söderut är den kuperad. La Victoria ligger nere i en dal. Runt La Victoria är det ganska tätbefolkat, med 179 invånare per kvadratkilometer. Närmaste större samhälle är Poza Rica de Hidalgo, 8,1 km sydväst om La Victoria. Omgivningarna runt La Victoria är en mosaik av jordbruksmark och naturlig växtlighet.